# ジョー・ライダー
ジョー・リデル（Joe Lider）のリングネームで知られるホセ・デ・ヘスス・アルバレス・グティエレス（Jose de Jesus Alvarez Gutierrez、1978年6月2日 - ）は、メキシコのプロレスラー。ハリスコ州グアダラハラ出身。
デモレドールは兄弟。

## 来歴
1990年代はインディマットを転戦。AAAには2003年からメキシカン・パワーズ（The Mexican Powers、クレイジー・ボーイ、フベントゥ・ゲレーラ、サイコシス）で登場。
2006年10月から2007年3月に行われたAAA世界タッグチームトーナメント2006でクレイジ・ボーイと組んで出場決勝に進出もブラック・ファミリー（ダーク・オズ、ダーク・クエルボ）に敗れ奪取に至らず。この頃からブラック・ファミリーと抗争を繰り広げ、メキシコナショナルアトミコス王座、AAA世界タッグチーム王座を奪取。
2007年9月、東京ディファ有明のプロレスリング・ノアの「トリプレセム」で来日。

## 得意技
- ライダー・ストーン[2]
- リバース・パワーボム[2]
- スパニッシュ・フライ[2]
- ルービック・キューブ[2]

## 獲得タイトル
AAA
AAA世界タッグチーム王座
メキシコナショナルアトミコス王座
IWRG
IWRGインターナショナルトリオ王座
ペロス・デル・マール
ペロス・デル・マールエクストリーム王座
X-LAW
X-LAWジュニアヘビー級王座
その他
DTUエクストリーム王座
ハリスコ州ミドル級王座
ハリスコ州ヘビー級王座
NWGエクストリーム王座
トナラ王座